# Bollion

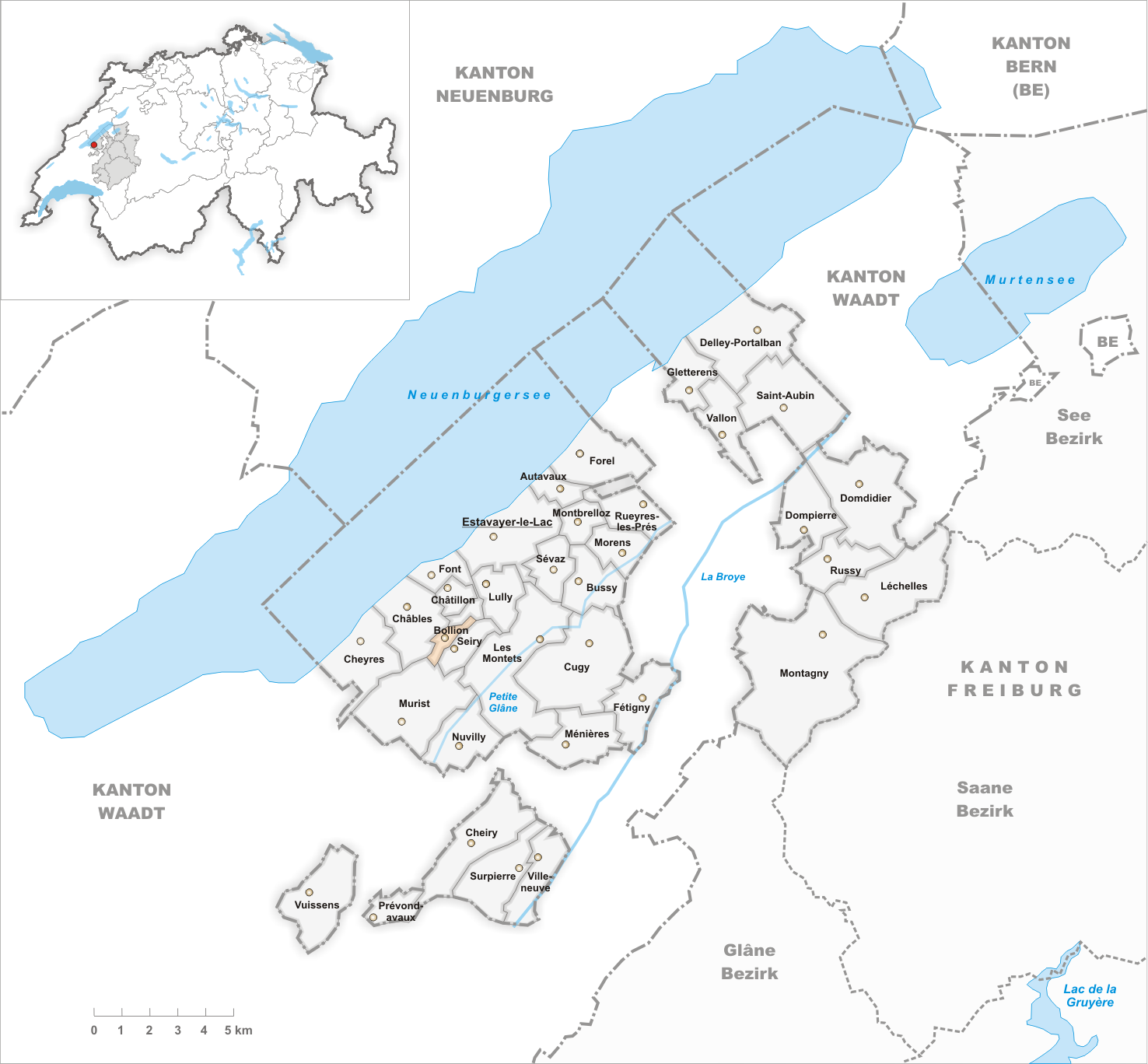
Gemeindestand vor der Fusion am 1. Januar 2006

Bollion ist eine Ortschaft und früher selbständige politische Gemeinde im Broyebezirk des Kantons Freiburg in der Schweiz. Mit Wirkung auf den 1. Januar 2006 wurde Bollion zusammen mit Seiry nach Lully (FR) eingemeindet.

## Geographie
Bollion liegt in der Exklave Estavayer-le-Lac am Nordufer des Baches Bainoz. Die ehemalige Gemeinde grenzte an Font, Seiry, Murist und Châbles.
- Tiefster Punkt: 525 m
- Höchster Punkt: 606 m

## Bevölkerung
Die grosse Mehrheit der Bevölkerung von Bollion ist französischsprachig und römisch-katholisch.
Einwohnerzahlen: Volkszählungsdaten

## Wirtschaft
Die Gemeinde ist vor allem landwirtschaftlich geprägt (mehr als 60 % der aktiven Bevölkerung). Einige wenige Betriebe im Dienstleistungssektor (Hotel) und ein Metallbau-Betrieb sind ebenfalls vorhanden.

## Verkehr
Bollion liegt abseits der Hauptverkehrsachsen an einer Verbindungsstrasse von Estavayer-le-Lac nach Vuissens. Durch eine Buslinie der Transports publics Fribourgeois, die auf dieser Strecke verkehrt, ist Bollion an das Netz des öffentlichen Verkehrs angebunden.

## Geschichte
Bollion wird auf das Wort bolyon zurückgeführt, was in Patois so viel heisst wie Behälter oder Gefäss. Bollion war Bestandteil der Lehnsherrschaft von Lully. Das Gebiet gehörte mit den Dörfern Font, Châbles und Châtillon zur grande commune von Font. Erst Anfang des 19. Jahrhunderts wurde das Territorium der Gemeinde festgelegt. Ein Brand verwüstete das Dorf im Jahre 1854.
Im Rahmen der seit 2000 vom Kanton Freiburg geförderten Gemeindefusionen wurde ein Fusionsprojekt erarbeitet, das eine Vereinigung von Bollion und Seiry mit Lully (FR) zum Ziel hatte. An den Gemeindeversammlungen vom 22. April 2005 wurde die Fusion von den Stimmberechtigten aller drei Gemeinden gutgeheissen, in Bollion betrug der Ja-Stimmenanteil 66 %. Mit Wirkung auf den 1. Januar 2006 wurde die Fusion vollzogen.